# 罗绫村
罗陵村,中华人民共和国山东省济南市章丘市水寨镇所辖的一个行政村。总人口955，其中男性477人，女性478人；农业户口948人，非农业人口7人；18岁以下人口221人，18-35岁人口212人，35-60岁人口374人，60岁以上人口138人（2006年）。耕地面积54公顷（2006年）。行政区划代码370181106227。